# Kamila Borkowska (koszykarka)
Kamila Borkowska (ur. 26 lipca 2002 w Mysłowicach) – polska koszykarka występująca na pozycji środkowej, reprezentantka kraju, obecnie zawodniczka MB Zagłębie Sosnowiec 

## Osiągnięcia
Stan na 18 marca 2024.

### Drużynowe
Seniorskie
- Mistrzyni Polski (2021)[2]
- Brązowa medalistka mistrzostw Polski (2022[3], 2024[4])
- Finalistka:
  - Pucharu Polski (2022)[5]
  - Superpucharu Polski (2021[6], 2022[7])

Młodzieżowe
- Mistrzyni Polski:
  - juniorek starszych (2021)[8]
  - juniorek (2019)[9]

### Indywidualne
Seniorskie
(* – oznacza nagrody i wyróżnienia przyznane przez portal eurobasket.com)
- Największy postęp Energa Basket Ligi Kobiet w sezonie 2022/23[10]
- Najlepsza:
  - zawodniczka U23 OBLK (2024)[11]
  - nowo przybyła zawodniczka EBLK (2021)[12]
- Zaliczona do I składu kolejki EBLK/OBLK (3 – 2022/2023, 15 – 2023/2024)[13][14]
- Liderka sezonu zasadniczego OBLK w średniej bloków (2024 – 1,7)[15]

Młodzieżowe
- Najlepiej zbierająca zawodniczka mistrzostw Polski U–18 (2020)[16]
- Zaliczona do I składu mistrzostw Polsku juniorek starszych (2021)[8]

### Reprezentacja
- Uczestniczka mistrzostw Europy:
  - U–20 (2022 – 7. miejsce)[17]
  - U–18 (2019 – 10. miejsce)[18]
  - U–16 (2018 – 8. miejsce)[19]